# Lijst van leden van de Zweedse Academie
Dit is een lijst van leden van de Zweedse Academie, in volgorde van zetelnummer. De data geven de termijn aan van lidmaatschap in de Academie. Lidmaatschap was levenslang, maar sommige leden werden uitgesloten. Sinds 2018 is het formeel mogelijk als lid ontslag te nemen.

## Zetel 1
1. Anders Johan von Höpken, 1786-89
2. Nils Philip Gyldenstolpe, 1789-1810
3. Johan Olof Wallin, 1810-39
4. Anders Fryxell, 1840-81
5. Hans Forssell, 1881-1901
6. Carl Bildt, 1901-31
7. Birger Wedberg, 1931-45
8. Birger Ekeberg, 1945-68
9. Sture Petrén, 1969-76
10. Sten Rudholm, 1977-2008
11. Lotta Lotass, 2009-2018 (afgetreden)
12. Eric M. Runesson, 2018-

## Zetel 2
1. Carl Fredrik Scheffer, 1786 (nam nooit deel)
2. Abraham Niclas Edelcrantz, 1786-1821
3. Carl Peter Hagberg, 1821-41
4. Christian Eric Fahlcrantz, 1842-66
5. Gunnar Wennerberg, 1866-1901
6. Claes Annerstedt, 1901-27
7. Martin Lamm, 1928-50
8. Ingvar Andersson, 1950-74
9. Torgny T:son Segerstedt, 1975-99
10. Bo Ralph, 1999-

## Zetel 3
1. Olof Celsius, junior, 1786-94
2. Johan Adam Tingstadius, 1794-1827
3. Carl Gustaf von Brinkman, 1828-47
4. Albrecht Elof Ihre, 1848-59 (nam nooit deel)
5. Johan Börjesson, 1859-66
6. Hans Magnus Melin, 1866-77
7. Carl Gustaf Malmström, 1878-1912
8. Henrik Schück, 1913-47
9. Henrik Samuel Nyberg, 1948-74
10. Carl Ivar Ståhle, 1974-80
11. Sture Allén, 1980-2022, permanent secretaris 1986-99
12. Vacant

## Zetel 4
1. Johan Henric Kellgren, 1786-95
2. Johan Stenhammar, 1797-99
3. Claes Fleming, 1799-1831
4. Carl Adolph Agardh, 1831-59
5. Fredrik Ferdinand Carlson, 1859-87
6. Claes Herman Rundgren, 1887-1906
7. Ivar Afzelius, 1907-21
8. Tor Hedberg, 1922-31
9. Sigfrid Siwertz, 1932-70
10. Lars Forssell, 1971-2007
11. Anders Olsson, 2008-, permanent secretaris 2018-19

## Zetel 5
1. Matthias von Hermansson, 1786-89
2. Magnus Lehnberg, 1789-1808
3. Jacob Axelsson Lindblom, 1809-19
4. Carl von Rosenstein, 1819-36
5. Jöns Jakob Berzelius, 1837-48
6. Johan Erik Rydqvist, 1849-77
7. Theodor Wisén, 1878-92
8. Knut Fredrik Söderwall, 1892-1924
9. Axel Kock, 1924-35
10. Bengt Hesselman, 1935-52
11. Henry Olsson, 1952-85
12. Göran Malmqvist, 1985-2019
13. Ingrid Carlberg, 2020-

## Zetel 6
1. Johan Wingård, 1786-1818
2. Adolf Göran Mörner, 1818-38
3. Anders Abraham Grafström, 1839-70
4. Fredrik August Dahlgren, 1871-95
5. Hans Hildebrand, 1895-1913
6. Sven Hedin, 1913-52
7. Sten Selander, 1953-57
8. Olle Hedberg, 1957-74
9. Per Olof Sundman, 1975-92
10. Birgitta Trotzig, 1993-2011
11. Tomas Riad, 2011-

## Zetel 7
1. Axel von Fersen (senior), 1786-94
2. Axel Gabriel Silverstolpe, 1794-1816
3. Anders Carlsson af Kullberg, 1817-51
4. Carl August Hagberg, 1851-64
5. Wilhelm Erik Svedelius, 1864-89
6. Nils Fredrik Sander, 1889-1900
7. Albert Theodor Gellerstedt, 1901-14
8. Selma Lagerlöf, 1914-40
9. Hjalmar Gullberg, 1940-61
10. Karl Ragnar Gierow, 1961-82, permanent secretaris 1964-77
11. Knut Ahnlund, 1983-2012
12. Sara Danius, 2013-19 (afgetreden), permanent secretaris 2015-18
13. Åsa Wikforss, 2019-

## Zetel 8
1. Johan Gabriel Oxenstierna, 1786-1818
2. Esaias Tegnér, 1819-46
3. Carl Wilhelm Böttiger, 1847-78
4. Carl David af Wirsén, 1879-1912, permanent secretaris vanaf 1884
5. Verner von Heidenstam, 1912-40
6. Pär Lagerkvist, 1940-74
7. Östen Sjöstrand, 1975-2006
8. Jesper Svenbro, 2006-

## Zetel 9
1. Gudmund Jöran Adlerbeth, 1786-1818
2. Hans Järta, 1819-47
3. Carl David Skogman, 1847-56
4. Henning Hamilton, 1856-81, handelend permanent secretaris vanaf 1874 (stapte op)
5. Esaias Tegnér, junior, 1882-1928
6. Otto von Friesen, 1929-42
7. Einar Löfstedt, 1942-55
8. Ture Johannisson, 1955-90
9. Torgny Lindgren, 1991-2017
10. Jayne Svenungsson, 2017-2018 (afgetreden)
11. Ellen Mattson, 2019-

## Zetel 10
1. Anders af Botin, 1786-90
2. Christoffer Bogislaus Zibet, 1790-1809
3. Gustaf Lagerbielke, 1809-37
4. Carl Fredrik af Wingård, 1837-51
5. Henrik Reuterdahl, 1852-70
6. Paul Genberg, 1871-75
7. Carl Snoilsky, 1876-1903
8. Harald Hjärne, 1903-22
9. Fredrik Böök, 1922-61
10. Erik Lönnroth, 1962-2002
11. Peter Englund, 2002-, permanent secretaris 2009-2015

## Zetel 11
1. Nils von Rosenstein, 1786-1824, permanent secretaris vanaf 1786
2. Lars Magnus Enberg, 1824-65
3. Bror Emil Hildebrand, 1866-84, handelend permanent secretaris 1881-83
4. Claes Theodor Odhner, 1885-1904
5. Erik Axel Karlfeldt, 1904-31, permanent secretaris vanaf 1913
6. Torsten Fogelqvist, 1931-41
7. Nils Ahnlund, 1941-57
8. Eyvind Johnson, 1957-76
9. Ulf Linde, 1977-2013
10. Klas Östergren, 2014-2018 (afgetreden)
11. Mats Malm, 2018-, permanent secretaris vanaf 2019

## Zetel 12
1. Elis Schröderheim, 1786-95
2. Isac Reinhold Blom, 1797-1826
3. Gustaf Fredrik Wirsén, 1826-27
4. Bernhard von Beskow, 1828-68, permanent secretaris vanaf 1834
5. Carl Gustaf Strandberg, 1869-1874, handelend permanent secretaris 1872-1874
6. Anders Anderson, 1875-92
7. Adolf Erik Nordenskiöld, 1893-1901
8. Gustaf Retzius, 1901-19
9. Adolf Noreen, 1919-25
10. Bo Bergman, 1925-67
11. Sten Lindroth, 1968-80
12. Werner Aspenström, 1981-97
13. Per Wästberg, 1997-

## Zetel 13
1. Gustaf Fredrik Gyllenborg, 1786-1808
2. Frans Michael Franzén, 1808-47, permanent secretaris 1824-34
3. Bernhard Elis Malmström, 1849-65
4. Carl Anders Kullberg, 1865-97
5. Karl Alfred Melin, 1898-1919
6. Anders Österling, 1919-81, permanent secretaris 1941-64
7. Gunnel Vallquist, 1982-2016
8. Sara Stridsberg, 2016-2018 (afgetreden)
9. Anne Swärd, 2019-

## Zetel 14
1. Gustaf Mauritz Armfelt, 1786-1794 (uitgesloten)
2. Malte Ramel, 1797-1824
3. Erik Gustaf Geijer, 1824-47
4. Elias Magnus Fries, 1847-78
5. Carl Rupert Nyblom, 1879-1907
6. Per Hallström, 1908-60, permanent secretaris 1931-41
7. Ragnar Josephson, 1960-66
8. Lars Gyllensten, 1966-2006, permanent secretaris 1977-86
9. Kristina Lugn, 2006-20
10. Steve Sem-Sandberg, 2020-

## Zetel 15
1. Carl Gustaf Nordin, 1786-1812
2. Carl Birger Rutström, 1812-26
3. Johan David Valerius, 1826-52
4. Ludvig Manderström, 1852-1873, permanent secretaris 1869-1872
5. Anton Niklas Sundberg, 1874-1900
6. Gottfrid Billing, 1900-25
7. Hans Larsson, 1925-44
8. Elin Wägner, 1944-49
9. Harry Martinson, 1949-78
10. Kerstin Ekman, 1978-2018 (afgetreden)
11. Jila Mossaed, 2018-

## Zetel 16
1. Carl Gustaf af Leopold, 1786-1829
2. Samuel Grubbe, 1830-53
3. Israel Hwasser, 1854-60
4. Carl Vilhelm August Strandberg, 1862-77
5. Viktor Rydberg, 1877-95
6. Waldemar Rudin, 1896-1921
7. Nathan Söderblom, 1921-31
8. Tor Andræ, 1932-47
9. Elias Wessén, 1947-81
10. Kjell Espmark, 1981-2022
11. Vacant

## Zetel 17
1. Johan Murberg, 1787-1805
2. Gustaf Mauritz Armfelt, 1805-1811 (uitgesloten)
3. Gustaf af Wetterstedt, 1811-37
4. Anders Magnus Strinnholm, 1837-62
5. Louis Gerhard De Geer, 1862-96
6. Pehr Jacob von Ehrenheim, 1897-1918
7. Hjalmar Hammarskjöld, 1918-53
8. Dag Hammarskjöld, 1954-61
9. Erik Lindegren, 1962-68
10. Johannes Edfelt, 1969-97
11. Horace Engdahl, 1997-, permanent secretaris 1999-2009

## Zetel 18
1. Nils Lorens Sjöberg, 1787-1822
2. Anders Fredrik Skjöldebrand, 1822-34
3. Pehr Henrik Ling, 1835-39
4. Per Daniel Amadeus Atterbom, 1839-55
5. Johan Henrik Thomander, 1855-65
6. Gustaf Ljunggren, 1865-1905
7. Vitalis Norström, 1907-16
8. Oscar Montelius, 1917-21
9. Albert Engström, 1922-40
10. Gunnar Mascoll Silfverstolpe, 1941-42
11. Gustaf Hellström, 1942-53
12. Bertil Malmberg, 1953-58
13. Gunnar Ekelöf, 1958-68
14. Artur Lundkvist, 1968-91
15. Katarina Frostenson, 1992-2019 (afgetreden)
16. Tua Forsström, 2019-